# Club Sportivo Laguna Larga
El Club Sportivo Laguna Larga es una institución deportiva y cultural de la localidad de Laguna Larga, Provincia de Córdoba, Argentina.
Su actividad principal es el fútbol y se desempeña en la categoría “A” de la Liga Independiente de Fútbol. Cuenta además con varias actividades deportivas adicionales, como bochas, tenis, karate, balonmano, patinaje artístico, gimnasia artística, voleibol, balonmano , y natación.
Su sede y estadio deportivo se encuentran ubicados en la localidad de Laguna Larga. Su estadio de fútbol se denomina 1º de mayo y tiene capacidad para 5.500 espectadores.
Los colores que la identifican son el rojo, ubicándose en su escudo y bandera. Su apodo es: «el rojo» y «los matadores».
Comenzó su actividad futbolística en 1932, en campeonatos amateur. En el año 1955 se asocia a la Liga Independiente de Fútbol. En 1982 se consagra por primera vez campeón, los dos años siguiente repite el logro, obteniendo así el tricampeonato.
El clásico histórico y máximo rival es Newell's Old Boys, con quién disputa el llamado Clásico lagunense, considerado como uno de los enfrentamientos más importantes en la Liga Independiente de Fútbol. También tiene una clásica rivalidad con Defensores de Pilar y San Lorenzo de Manfredi.

## Historia

### Fundación (1930)
Las ideas para formar este club surgen del hecho que, en la década de 1930, Laguna Larga no contaba con ninguna institución deportiva oficial, ya que el Club Audax Laguna Larga había desaparecido.
El 1 de mayo de 1930, cuando un grupo de vecinos de la localidad deciden reunirse para dar el puntapié inicial a la formación de un club deportivo. De ese modo, se funda el Club Sportivo Laguna Larga, cuya primera comisión directiva tuvo como presidente al Dr. José María Romero Díaz.
Romero Díaz fue el primer hombre público en incorporar a la mujer en las instituciones en Laguna Larga de forma activa y protagónica, ya no más ligada a un segundo plano de importancia. La comisión de damas del Club Sportivo Laguna Larga organizó los primeros bailes del club. Con esos fondos Sportivo comenzó a funcionar y logró hacerse de un terreno propio ubicado en la actual avenida General Paz, que luego es vendido para hacer el campo de juego y las instalaciones en el actual sitio de emplazamiento, que pertenecía a la familia Bonetto. Este predio se fue construyendo en etapas, de ese modo se iban sumando cada vez más servicios e instalaciones, pero manteniendo siempre la predominancia del fútbol, que además es especificado en los estatutos como su actividad principal.
Luego de un buen tiempo de vida, el club decide construir una cancha de tenis, la cual durante un lapso de tiempo ocupó un muy importante espacio en la vida de la institución. Aquí se competía localmente y, a la vez, con distintas localidades de la provincia de Córdoba. Posteriormente, este deporte es afectado por una época de recesión, hasta que hace unos 25 años surge nuevamente, gracias al aporte de aficionados al mismo.
Además de las actividades ya nombradas, el club se dedica a la práctica de bochas, contando con dos canchas acondicionadas para ese fin. Este deporte tiene una convocatoria permanente y compite activamente en la asociación a la que pertenece. En el año 1950 llega el momento del básquet, en donde el club se destacó por poseer un muy buen nivel y competitividad. Con el tiempo, esta actividad empezó a decaer en la institución, hasta desaparecer por completo. Otro de los deportes importantes en la vida del club Sportivo fue el voleibola partir de los años 1970. En esos momentos, el club competía provincialmente y se llegó a consagrar campeón en su división Juvenil Femenina.
Pero sin dudas, el deporte que fue protagonista en toda la vida del club es el fútbol. Desde los primeros tiempos, esta actividad tiene una buena convocatoria en el club. Las canchas se llenaban y desde los partidos amistosos (amateur) hasta llegar al profesionalismo.

### 1.ª Comisión Directiva (1932)
El 24 de mayo de 1932, el club constituye su primera Comisión Directiva, conformada de la siguiente manera:
- Presidente: Dr. José Romero Díaz
- Vicepresidente: Paulino Carle
- Secretario: José Passerini
- Pro secretario: Juan Ambrosio
- Tesorero: José Martínez
- Pro tesorero: Gabriel Romero Díaz
- Vocales Titulares: Juan Raimondetto, Gabriel Cravero, Pedro Vigliaco, Mariano Bonetto y Francisco Demaría Vottero
- Vocales Suplentes: Andrés Cravero y Andrés García
- Revisador de Cuentas Titular: Arturo Buffa
- Revisador de Cuentas Suplente: Juan Torres

Las primeras gestiones de dicha comisión fue la de obtener la personería jurídica del club, conseguida el 31 de diciembre de 1932. Se destaca en su estatuto la actividad principal del club: la práctica de fútbol.

### El Rojo
En el momento del nacimiento del Club Sportivo Laguna Larga, en la recién formada Comisión Directiva, hay dos personas que se destacaron. Una, su presidente: el Dr. José María Romero Díaz, que quería dotar a la localidad de una institución que perdurara en el tiempo y que la representara deportivamente, principalmente en el fútbol. Al momento de elegir los colores del club, el proponía que fueran blanco y celeste como la bandera Argentina.
La otra persona importante era el intendente de cancha: Pedro Pocchetino que propuso los colores rojos con vivos blancos, como los del Club Atlético Independiente de Avellaneda, del cual era seguidor.
En la reunión en que se debía elegir a los colores emblemáticos del club, se produce un empate en la votación. El presidente Romero Díaz, no hace uso del voto presidencial de desempate. No resuelta la cuestión, se pospone el problema para otra reunión. Este interludio es aprovechado por Pocchetino, quien convenció a un integrante de la fracción celeste y blanca y con ese voto triunfan los partidarios del rojo y blanco. Sin embargo, el estatuto aún manda que: los colores serían: camiseta roja con vivos blancos, pantalones azules y medias negras, aunque actualmente solo se utiliza el rojo y blanco por simple estética.

### Construcciones (1932-actualidad)

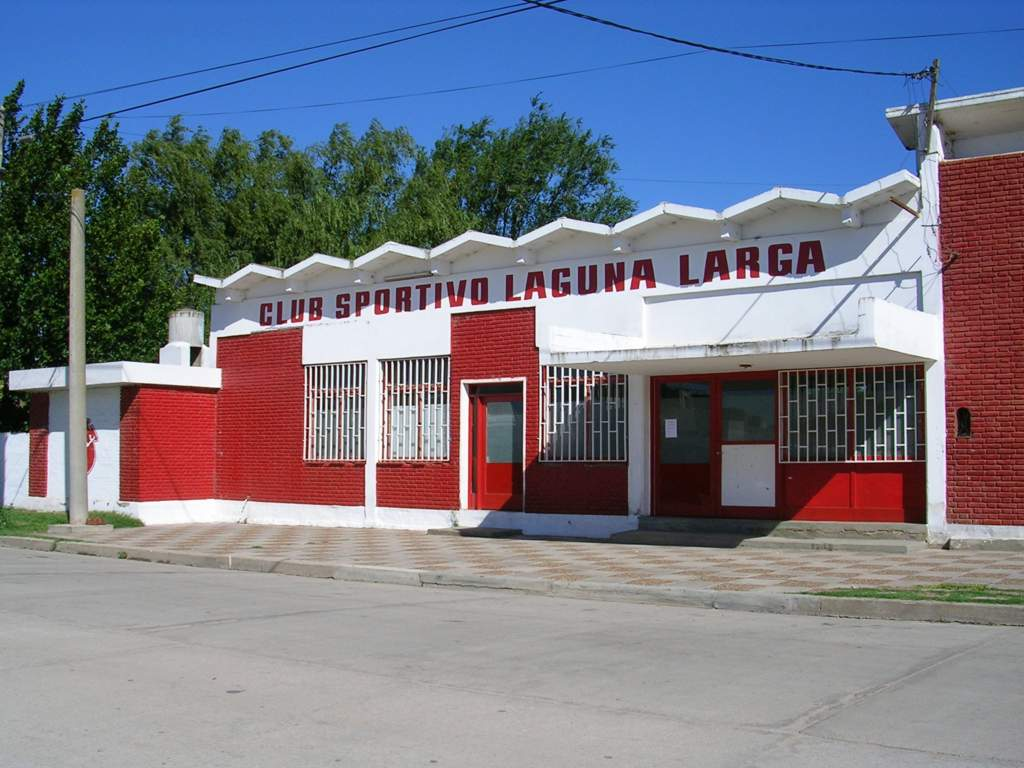
Fachada actual del club.

El proceso de construcción fue realizado en etapas, a medida que se sumaban actividades al club:
- 1932: se realiza la construcción de la cancha de fútbol, la cual fue siendo mejorada a través de los años.
- 1936: se construye una pista de baile al aire libre con un escenario fijo de cemento, por la cual pasaron artistas del género cuartetero, como Chebere, La Barra, Cuarteto leo, etc. y del Folclore nacional. También allí se realizaron ediciones de la Fiesta zonal del Trigo.
- 1940: se construyen dos canchas de tenis de polvo de ladrillo, también llamada tierra batida, de 23,77 x 8,23 m., años después una de paddle.
- 1943: se habilitan las dos canchas de bochas y se inaugura la secretaria del club (actual Sede Social).
- 1964: se colocó el tejido olímpico a la cancha de fútbol y años después se tapió alrededor del estadio y se creó el túnel de seguridad, que conduce a jugadores y cuerpo técnico desde el campo de juego a los vestuarios.
- 1975: se construye un salón de usos múltiples, hecho de importancia para la institución, en donde se practicó voleibol, balonmano y básquet, como así también para fiestas y eventos especiales. Además, ese mismo año, se realiza el techado de las canchas de bochas.
- 1978: se inaugura la pileta de natación, la cual cuenta con un cuerpo principal en declive, un sector para niños y un sector con trampolín de más de 3 metros de profundidad, todo el perímetro externo está parquizado. Esta pileta pública es la primera que se construyó en la localidad.[cita requerida]
- 2001: se construyó un playón de cemento para las prácticas al aire libre de balonmano, al cual se le fue construyendo un techo de zinc y paredes de ladrillo para formar un salón para prácticas.
- 2003: después de obtener el cuarto campeonato de la Liga Independiente de Fútbol, se construyó la tribuna techada del Estadio 1º de Mayo, siendo la primera de su tipo en la localidad.[cita requerida]
- 2006: se amplía un ala nueva del salón de usos múltiples. Con esta nueva modificación se puede albergar a 900 personas sentadas.
- 2012: se completa la 1° Etapa del Proyecto de la Nueva Pileta Climatizada, que consiste en el sector de Ingreso para la actual pileta descubierta y la futura pileta climatizada.

### Estadio
El Estadio 1º de mayo se encuentra ubicado en la zona noroeste de la localidad de Laguna Larga. En él se desarrollan los partidos de fútbol que el club disputa en condición de local.
Fue inaugurado en 1932 en un predio contiguo a la institución y nombrado en honor al día de la fundación del club. Sus dimensiones son de 110 x 110 m y posee una capacidad de 5.500 espectadores.

### Sede Social
La Sede Social se inaugura en el año 2000, con un salón para 150 personas. En la sede, se reúnen los deportistas de las diversas actividades del club. También, aquí se llevan a cabo las reuniones de comisión directiva, se utiliza como salón de fiestas, y posee una confitería abierta al público en general, donde se reúnen los simpatizantes.

### Fusión con el club Flecha de Plata (1992)
El club Sportivo, el 30 de noviembre de 1992 se unió al club de caza, pesca y náutica Flecha de Plata Laguna Larga, para organizar competencias automovilísticas en el circuito denominado Don Nicolás.
En la actualidad, desaparecieron las actividades en esta institución ubicada al margen de la laguna Cachicoya, pero contaba con un circuito de tierra para carreras automovilística y para trote, una gran flota de barcos pequeños para pesca y un gran monte para la práctica de la caza.
En 1993, la comisión de carreras del circuito Don Nicolás trabajó por más de un año en la organización de competencias de distintas categorías, tales como la Fórmula 3 cordobesa, Clase 4 cordobesa, karting y motociclismo. Esta comisión, integrada por los clubes Flecha de Plata y Sportivo Laguna Larga junto con algunos aficionados del automovilismo local, tuvo un nuevo desafío: la organización de una fecha del Campeonato Provincial de Rally, fiscalizada por la Asociación de Cordobesa de Regularidad y Rally (ACRyR).
La primera edición del rally de Laguna Larga se realizó durante los días 11 y 12 de septiembre de 1993. La ruta de los participantes recorría las zonas rurales de Rincón (Córdoba), Costa Sacate, Manfredi y el circuito Don Nicolás. Las categorías para aquella edición fueron 3: la primera comprendida por Fiat 600 y Renault Gordini, la segunda por Volkswagen Gacel y la tercera por Renault 18 y Fiat Regatta.
Con el paso de los años, esta competencia se fue tornando tradicional en la localidad. El evento se realiza todos los años en el mes de septiembre y convoca a gran cantidad de personas, siendo una atracción turística-deportiva en la región.

### Presidentes
| Presidente              | Años             |
| ----------------------- | ---------------- |
| Dr. José M. Romero Díaz | 1930-1932        |
| Juan Raimondetto        | 1932-1933        |
| Elías Ayduh             | 1933-1933        |
| Pedro Pocchettino       | 1933-1934        |
| Juan Ambrosio           | 1934-1935        |
| Nicanor Lezcano         | 1935-1937        |
| Ing. Abelardo García    | 1937-1939        |
| Santos Saúl Zurlo       | 1939-1941        |
| Miguel Rossi            | 1941-1943        |
| José A. Rissi           | 1943-1944        |
| Dante Pipa              | 1944-1946        |
| Miguel A. Bonetto       | 1946-1948        |
| Bruno Zangrando         | 1948-1950        |
| Juan V. Aspittia        | 1950-1952        |
| José A. Rissi           | 1952-1954        |
| Luis Rossi              | 1954-1956        |
| José A. Rissi           | 1956-1957        |
| Miguel A. Bonetto       | 1957-1960        |
| Clemente Anzardi Ocampo | 1960-1960        |
| Alberto Giarnmaría      | 1960-1962        |
| Ramón Primo             | 1962-1964        |
| Alberto A. Ulla         | 1964-1964        |
| Carlos J. Angelelli     | 1964-1966        |
| Miguel Rossi            | 1966-1973        |
| Adermo Sciamanna        | 1973-1974        |
| Pedro D. García         | 1974-1976        |
| Hugo F. Suárez          | 1976-1978        |
| Lic. Narciso Ulla       | 1978-1981        |
| Edgardo N. Libra        | 1981-1986        |
| Alberto Ulla            | 1986-1986        |
| Amildo D. Dezotti       | 1986-1988        |
| Ing. Luis Pozzo         | 1988-1990        |
| Juan C. Galvagno        | 1990-1994        |
| Miguel Carranza         | 1994-1994        |
| Luis Peñaloza           | 1994-1994        |
| Alberto Pastori         | 1994-2000        |
| Carlos D. Ribotta       | 2000-2004        |
| Cr. Miguel Mendaña      | 2004-2007        |
| Francisco Panchi García | 2007-2010        |
| Jesús José Pepe Micucci | 2010- 2012       |
| Cr. Nicolas Boglione    | 2012- 2014       |
| Jesús José Pepe Micucci | 2014- 2019       |
| Sergio Sacilotto        | 2019- 2021       |
| Marcos Pissano          | 2021- Actualidad |

## Uniforme
Los colores del Club Sportivo Laguna Larga son los mismos que se utilizaran desde su fundación:
- Uniforme titular: camiseta, pantalón y medias rojas con detalles en blanco y gris.
- Uniforme alternativo: camiseta, pantalón y medias de color blanco, con detalles menores en rojo y gris.

## Apodos en la historia del club

### El Rojo
Se lo denomina así a partir de que se confirmó que el color oficial para su camiseta iba a ser el rojo.

### Los Matadores
Al equipo de la década del ochenta se lo llamaba así porque se consagró tres veces campeón en forma invicta (1982, 1983 y 1984) y por la forma en que jugaban los partidos. Generalmente en el complemento salía a matar a sus rivales con su juego.

## Hinchada
La hinchada del Club Sportivo Laguna Larga se identifica por el apodo "La Barra del Rojo", que deriva de los colores identificatorios del club.
También es denominada por los periodistas como "La Marea Roja". Se le dio ese nombre por la impresión que da cuando ingresa a los estadios, pareciéndose a una "Marea Roja".
Se destaca por llevar artificios y muchos "trapos". 
"La Barra del Rojo" es una forma que tienen los seguidores del club para alentar a sus jugadores.

## Actividades actuales
- Fútbol.
- Balonmano.[2]
- Karate.
- Patinaje Artístico.
- Gimnasia Rítmica.
- Danzas Árabes
- Bochas.
- Tenis.
- Voleibol.
- Hockey.
- Pileta de natación – Escuela de verano y de natación.
- Playón polideportivo, para actividades atléticas.
- Salón de usos múltiples, para fiestas y eventos especiales.
- Servicio de Lunch.

### Fiesta Zonal del Trigo
Este evento es organizado por el club desde 1980. Por diversas circunstancias se suspendió entre 1995 y 2003.
El evento consiste en la elección de la Reina Zonal del Trigo, las postulantes son representantes de diferentes instituciones de la zona. Dichas postulantes realizan un tradicional desfile por las principales calles de la localidad, junto con maquinarias y alegorías agrícolas exponiendo tecnología y belleza. Al finalizar el desfile, se realizan diversos espectáculos artísticos con la presencia de números musicales. Estos se llevan a cabo en las instalaciones del club. 
La organización en general corre por cuenta de la llamada "Comisión de Mujeres" del club.
En la edición del año 2013 se recupera la realización de cursos y conferencias relativas a la temática agrícola.
La Reina elegida en este evento tiene la misión de competir en la localidad de Leones por el título de Reina Nacional del Trigo. Cabe destacar, que una postulante de Laguna Larga, Adriana Cornatosky, fue consagrada como Reina Nacional del Trigo.

### Tenis
El tenis es una actividad importante del club, en sus dos canchas de polvo de ladrillo se realizaron competencias provinciales, locales y regionales. En la década de los años 1970, el tenis en el club es afectado por una época de recesión, resurgiendo años después.

### Bochas
Sportivo cuenta con una salón techado en el cual se disponen cuatro canchas profesionales para la práctica de bochas.
Este es un deporte de amplia convocatoria en el club, realizándose competencias ligadas a la Federación Bochas de Córdoba y a competencias a nivel nacional.

### Básquet
El básquet surge en la década de 1950, formandosé así el primer equipo en la localidad. Dicha actividad fue de gran importancia, buen nivel y competitividad en el club, pero con el paso de los años decayó el interés. En la actualidad no se practica este deporte en la institución.

### Voleibol
El Voleibol es un deporte de popular aceptación en el club. Comenzó en la década de 1970 siendo practicado solo por mujeres y niños. Se lograron títulos como el campeonato de la División Juvenil Femenina, en la liga provincial cordobesa. 
Posteriormente la disciplina perdió trascendencia y dejó de practicarse, hasta que en el año 2012 se recuperó la práctica del Voleibol en el club, contando con categorías de: Menores Femeninas, Mayores Femeninas y Masculinos.

### Gimnasia Rítmica
Esta disciplina deportiva es netamente femenino en el club, donde se combinan la danza, la música y la utilización de los cinco aparatos de competencia: soga, aro, pelota, mazas y cinta.
Las gimnastas de Laguna Larga que realizan esta actividad tienen entre 3 y 12 años. La actividad se realiza en forma individual o grupal.  
Sportivo, está afiliado a la Asociación de Gimnasia Rítmica de la Provincia de Córdoba, y participa en todos los torneos oficiales como así también de los amistosos. La Asociación realiza tres encuentros anuales donde participan alrededor de 1800 gimnastas de toda la provincia.

### Natación
A mediados del año 2009, se crea la SubComisión de Natación y Pileta, por iniciativa del Profesor de Educación Física Cristian Calcagni, quien desde más de 10 años venía dando las clases de natación en el club. Él es quien propone a Federico E. Ulla como primer presidente de dicha comisión.
Desde ese momento se realizaron las siguientes mejoras:
- Colocación de luminarias para nado nocturno.
- Construcción del solárium con deck de madera.
- Recambio del sistema de filtros, con 4 nuevos filtros y bombas con renovación de cañerías.
- Construcción del tobogán acuático.
- Renovación total de las instalaciones eléctricas y de agua.
- Implementación del sistema informático de control de socios e ingreso al predio.

Así mismo se presentó el Proyecto de la Nueva Pileta Climatizada en diversos organismos públicos y privados para poder ir gestionando los fondos necesarios para comenzar los trabajos. Se culminó en diciembre de 2012 la primera etapa de dicho proyecto, que consiste en el sector de ingreso a utilizar para la actual pileta descubierta y la futura climatizada. El diseño y la dirección técnica está a cargo de la Arquitecta M. Jimena Ulla, con colaboración de Federico E. Ulla (Estudiante de Ingeniería Civil).

## Palmarés

### Futbol
- PALMARÉS (7):[14]
  - Torneo 1982
  - Torneo 1983
  - Torneo 1984
  - Clausura 2003
  - Clausura 2005
  - Clausura 2009
  - Clausura 2021